# الملك الخارج على القانون (فلم)
الملك الخارج على القانون (بالإنجليزية: Outlaw King)، هو فيلم تاريخي درامي يتحدث عن السيرة الذاتية للملك روبرت الأول ملك اسكتلندا الذي أشعل حرب العصابات ضد الجيش الإنجليزي في القرن الرابع عشر الميلادي، الفيلم من إنتاج وإخراج ديفيد ماكينزي وبطولة كل من كريس باين وآرون جونسن وتوني كوران، وشارك في إنتاجه كل من شركة سيغما فيلمز وإستوديو أنونيموس كونتنت بتكلفة بلغت 120 مليون دولار أمريكي.
شارك الفيلم في مهرجان تورونتو السينمائي الدولي في 6 سبتمبر 2018، وتم توزيعه في 9 نوفمبر 2018 من قبل شركة نتفليكس في الولايات المتحدة.

## ملخص قصة الفيلم
تدور قصة الفيلم حول قصة ديفيد دى جالوت الحقيقية وكيف استخدم الملك «الخارج عن القانون» الإسكتلندي العظيم في القرن الرابع عشر روبرت بروس بمكر وشجاعة لهزيمة وصد الجيش الإنجليزي الأكثر احتلالاً والأفضل تجهيزاً.

## طاقم العمل
- تأليف: مارك بومبك بثشبع دوران، وديفيد هاروير، وجيمس ماكينيس
- إخراج: ديفيد ماكنزي
- الممثلون:
  - كريس باين
  - آرون جونسن
  - توني كوران
  - ستيفن ديلان
  - بيلي هاول
  - فلورنس بوج
  - اليستر ماكنزي
  - جيمس كوزمو
  - كالان مولفي

## روابط خارجية
- الموقع الرسمي
- مقالات تستعمل روابط فنية بلا صلة مع ويكي بيانات
- الملك الخارج على القانون (فلم) في روتن توميتوز.